# NGC 2451
NGC 2451 is een open sterrenhoop in het sterrenbeeld Achtersteven. Het hemelobject werd op 1 februari 1835 ontdekt door de Britse astronoom John Herschel. Vanwege de eigenaardige vorm ervan heeft deze open sterrenhoop de bijnaam Stinging Scorpion Cluster gekregen (Stekende Schorpioen groep).

## Culminatie van NGC 2451
Tijdens de culminatie klimt NGC 2451, vanuit de Benelux gezien, slechts 1 graad boven de zuidelijke horizon. Theoretisch is het zo goed als onmogelijk om NGC 2451, bij deze extreem lage stand, waar te nemen. Toch kunnen er pogingen ondernomen worden om tijdens zeer transparante atmosferische omstandigheden, vrije vlakke horizon, en afwezigheid van storende lichthinder, ten minste de helderste ster van NGC 2451 te zien te krijgen. Deze helderste ster, c Puppis , heeft een schijnbare magnitude van + 4, en zou met behulp van niet al te veel vergrotende telescopen en verrekijkers op vaste monteringen opgezocht kunnen worden.
NGC 2451 culmineert samen met Procyon, de helderste ster van het equatoriale sterrenbeeld Kleine Hond. Bijgevolg kan Procyon als gidsster fungeren om de zich veel zuidelijker bevindende ster c Puppis in de open sterrenhoop NGC 2451 te trachten op te sporen.

## Synoniemen
- OCL 716
- ESO 311-SC8
- c Puppis (HD 63032 / SAO 198398 / HR 3017) - de helderste ster in NGC 2451 [2]